# 口腔アレルギー症候群
口腔アレルギー症候群（こうくうアレルギーしょうこうぐん、OAS:oral allergy syndrome）とは、未調理の果物、生野菜、スパイス、ナッツ類によって引き起こされる食物アレルギーの一種である。花粉食物アレルギー症候群と呼ばれている。最も一般的な症状は、口やのどのかゆみで、それは食物が口に入った途端に始まる。

## 機構
口腔アレルギー症候群は、花粉アレルギーを持っている人々に見られ、それは花粉アレルゲンと非常によく似た、果物、野菜、ナッツ類に含まれるアレルゲンによって引き起こされる。これらの症状は不快かつ不愉快であるため、ほとんどの人はその食物を食べるのを止める。

## 症状
口腔アレルギー症候群の約10%の人々が吐き気や胃の不調の経験がある。少数だが、おそらく5%未満の人々が、さらにひどい、深刻な全身アレルギー反応を引き起こす。それは喉の圧迫感、胸の圧迫感、呼吸困難、吐き気、嘔吐、下痢、または意識の喪失などの症状である。花粉の季節によって、症状は様々である。また、症状は果実のある品種に特有されることもある。たとえば、グラニースミスリンゴはふじりんごより口腔アレルギー症候群を多く引き起こす傾向がある。ナッツ類は、花粉に関連していないアレルギー反応を引き起こし、それは時に非常に深刻なものになる。細心の注意がナッツ類のアレルギー反応には必要とされる。

## 原因
樺の木の花粉にアレルギーがある場合、りんご、桃、アンズ、チェリー、プラム、梨、アーモンド、ヘーゼルナッツ、ニンジン、セロリ、パセリ、キャラウェイ、フェンネル、コリアンダー、アニス、大豆、またはピーナッツを食べた時に症状がでることがある。
ブタクサ花粉にアレルギーがある場合、メロン、ズッキーニ、キュウリ、キウイ、またはバナナを食べた時に症状がでることがある。
草の花粉にアレルギーがある場合、メロン、トマト、オレンジ、フダンソウ、またはピーナッツを食べた時に症状がでることがある。生の、白いジャガイモの皮をむいた時に、手にかゆみ、赤みが現れることがある。
リンゴ・メロン・サクランボ・モモ・キウイフルーツの頻度が高く、北日本・東日本ではシラカンバ花粉症を、西日本ではヤシャブシ花粉症を合併していることが多い。抗原がタンパク質ではなく糖鎖である点が特徴である。なお、スギ花粉との関連性もありトマトと交差反応することが知られる。また、ラテックスアレルギーとの関連性がある場合もある。
上記の花粉それぞれにいくつかの食物が記載されているが、口腔アレルギー症候群（OAS）を持つ大半の人は、ただ一つまたはこれらの食品のうちいくつか、少数に反応する。